# Безумный день, или Женитьба Фигаро (мюзикл)
«Безумный день, или Женитьба Фигаро» — современный российско-украинский мюзикл-комедия режиссёра Семёна Горова (производство телеканалов «Интер» и «НТВ»). Снят на основе пьесы Бомарше «Безумный день, или Женитьба Фигаро».
Премьера состоялась 31 декабря 2003 года на «НТВ» (Россия) и 1 января 2004 года на телеканале «Интер» (Украина).

## Сюжет
Классический сюжет пьесы Бомарше «Безумный день» разыгрывают артисты российской и украинской эстрады.
События происходят в замке графа Альмавивы, который в тайне от графини ищет свидания с молодой Сюзанной. Сюзанна собирается замуж за камердинера графа Фигаро. Совместными усилиями Фигаро и Сюзанны неверный граф оказывается в объятиях графини, а молодожёны празднуют свою свадьбу.

## В ролях
- София Ротару — Марселина
- Филипп Киркоров — граф Альмавива
- Лолита Милявская — графиня Розина
- Анастасия Стоцкая — Сюзанна
- Борис Хвошнянский — Фигаро
- Борис Моисеев — Антонио
- Ани Лорак — Фаншетта
- Андрей Данилко — паж Керубино
- Владимир Горянский — судья Бридуизон
- Виталий Линецкий — Базиль
- Алексей Вертинский — доктор Бартоло
- Николай Гусев — Фернандо, слуга
- Василий Явкун — секретарь

## Съёмочная группа
- Автор сценария: Семён Горов
- Режиссёр: Семён Горов
- Оператор: Алексей Степанов
- Композитор: Виталий Окороков
- Аранжировщик: Пётр Картавый
- Художник: Сергей Гавриленков
- Художник по костюмам: Анжела Лисица
- Генеральные продюсеры:
  - Влад Ряшин
  - Алексей Земский

## Саундтрек

Кадр с названием фильма

В 2004 году вышел одноимённый альбом на CD, включающий в себя песни из мюзикла:
1. Увертюра (2.08 — 3.38)
2. Анастасия Стоцкая, Борис Хвошнянский, Лолита Милявская, Филипп Киркоров — Морковь (7.18 — 9.50)
3. Лолита Милявская — Мужчины любят нас немного лет (22.58 — 25.18)
4. Андрей Данилко — Романс Керубино (30.58 — 33.50)
5. Лолита Милявская, Филипп Киркоров, Николай Гусев — Ну почему нельзя? (37.49 — 40.38)
6. Борис Моисеев — Крыжовник (56.50 — 1:00.02)
7. Ани Лорак — Ария Фаншетты (1:05.26—1:08.34)
8. Филипп Киркоров — Сюзанн (1:15.16 — 1:19.06)
9. Борис Хвошнянский — Ариозо Фигаро (1:19.12 — 1:21.25)
10. София Ротару — Коварные мужики (1:31.48 —1:35.18)
11. Анастасия Стоцкая — Ария Сюзанны (1:37.53—1:42.30)
12. Виталий Линецкий — На земле по-прежнему вода (1:50.50—1:51.31)
13. Водевиль (2:11.49—2:17.05)

## Факты
- Съёмки мюзикла проходили в Крыму. Основной съёмочной площадкой выступил Воронцовский дворец, также есть эпизоды в Массандровском дворце. В кадре — виды на гору Ай-Петри[3]
- Филипп Киркоров, исполнитель роли графа Альмавива, в сцене скачки на коне отказался от услуг дублёра, играл эпизод самостоятельно[4]
- Для работы над танцевальными номерами мюзикла был задействован балет под руководством Дмитрия Коляденко[5]
- На съёмочной площадке отпраздновала свой день рождения исполнительница роли Фаншетты Ани Лорак[6][7]
- Мюзиклы «Безумный день, или Женитьба Фигаро» и «За двумя зайцами» были представлены телеканалом «Интер» на международном телевизионном рынке «МIPTV» (Канны, Франция)[8]

## Критика и комментарии
- Журнал «Огонёк» так описал происходящее на площадке:

В фильме по комедии «Женитьба Фигаро» звезды российской эстрады играли на Украине испанцев.— «Огонёк» №52, 2003
- Газета «Московский комсомолец» поместила разгромную статью на мюзикл:

Убожество и бездарность свежей (или скорее освежеванной) «Женитьбы», возможно, не так сильно бросалось в глаза, если бы не существовало записи старинного спектакля Театра сатиры, которую в прежние времена частенько показывали по телевизору. Вот там действительно играли настоящие актёры — талантливые и знаменитые, и сразу ясно было, что в ту постановку вложен огромный труд. Труд всегда видно. От халтуры он отличается, как живой человек от пластмассовой куклы, даже если кукла разукрашена звездами, блестками и перьями.— «Московский комсомолец», 10.01.2004